# Рихнув (Західнопоморське воєводство)
Рихнув (пол. Rychnów) — село в Польщі, у гміні Барлінек Мисліборського повіту Західнопоморського воєводства.
Населення — 653 особи (2011).
У 1975-1998 роках село належало до Гожовського воєводства.

## Демографія
Демографічна структура станом на 31 березня 2011 року:
|          | Загалом | Допрацездатний вік | Працездатний вік | Постпрацездатний вік |
| -------- | ------- | ------------------ | ---------------- | -------------------- |
| Чоловіки | 321     | 59                 | 235              | 27                   |
| Жінки    | 332     | 66                 | 206              | 60                   |
| Разом    | 653     | 125                | 441              | 87                   |